# Jan Frans van Bloemen

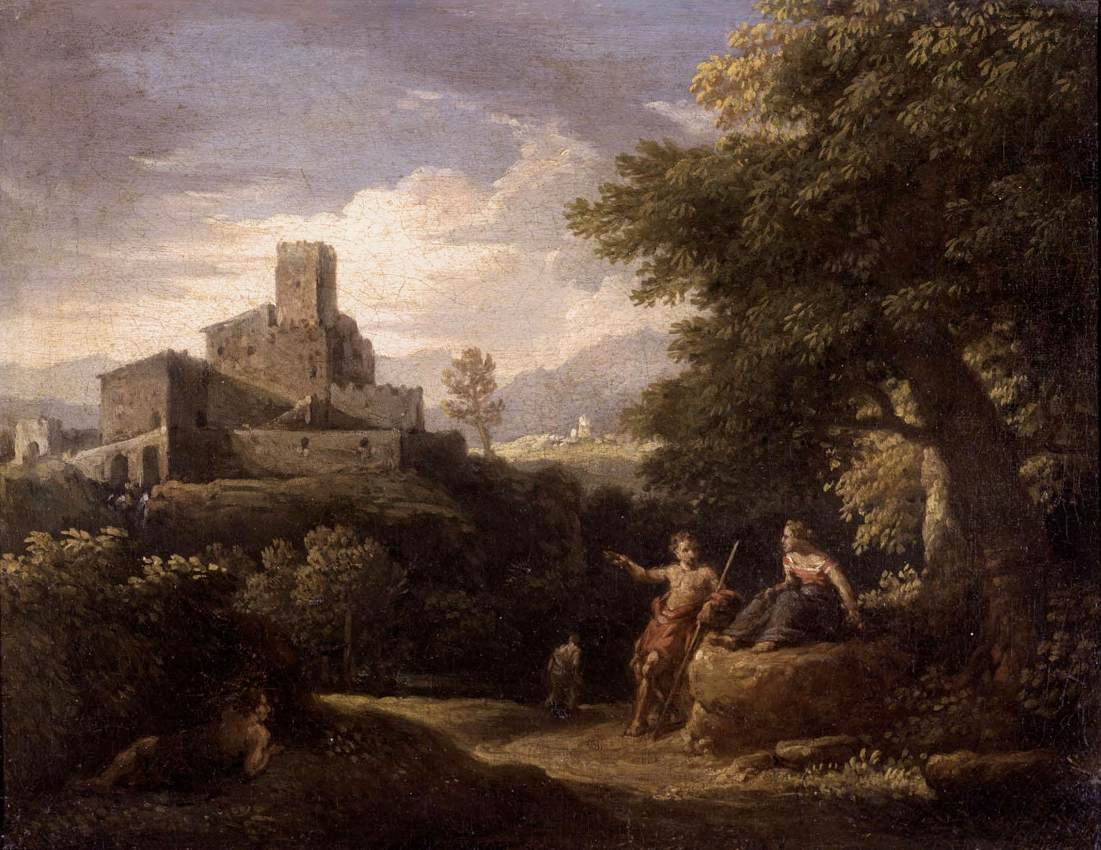
Krajobraz Arkadii

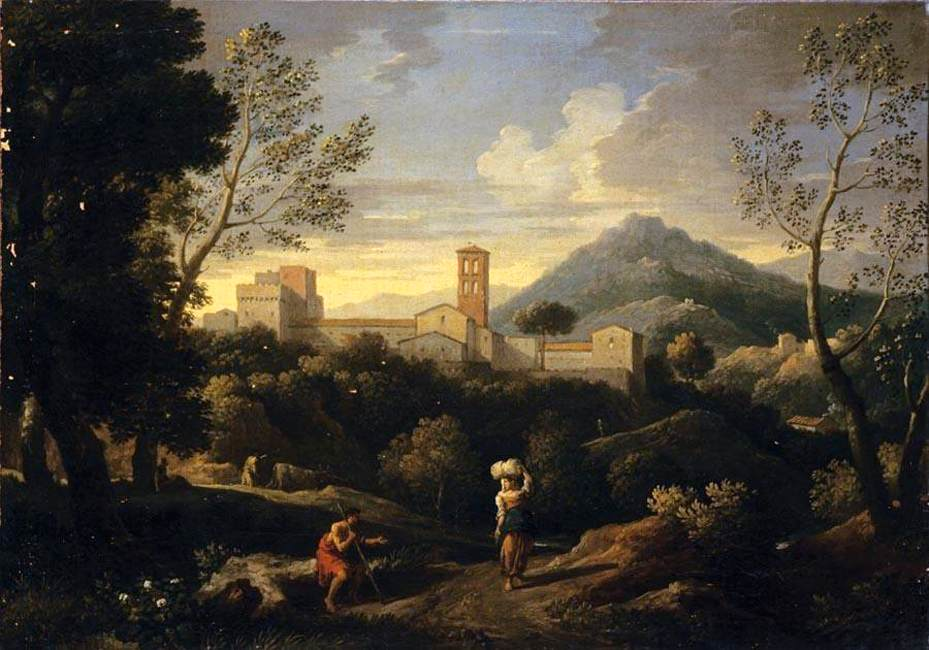
Klasyczny pejzaż

Jan Frans van Bloemen (ochrzczony 12 maja 1662 w Antwerpii, pochowany 13 czerwca 1749 w Rzymie) – barokowy malarz flamandzki, brat Petera van Bloemena.

## Życiorys
W 1689 wyjechał na stałe do Rzymu, gdzie dołączył do starszego brata Petera. Był aktywnym członkiem Bentvueghels, stowarzyszenia artystów pochodzenia holenderskiego i flamandzkiego działających w Rzymie. Malował głównie pejzaże, dzięki którym zyskał przydomek Orizzonte (wł. Horyzont). Jego prace były inspirowane twórczością Gasparda Dugheta i Claude`a Lorraina, najczęściej przedstawiały włoskie krajobrazy wzbogacane niewielkimi kompozycjami figuralnymi. 
Artysta zabiegał o przyjęcie do Akademii Świętego Łukasza w Rzymie, jednak przez wiele lat odmawiano mu tego wyróżnienia. Prawdopodobnie było to spowodowane lekceważącym stosunkiem włoskich akademików do malarstwa pejzażowego. Ostatecznie pozytywnie rozpatrzono dopiero jego trzeci wniosek, gdy miał ukończone 80 lat.